# 格尼拉特福尔斯 (明尼苏达州)
格蘭拉特福爾斯（英語：Granite Falls）是一個位於美國明尼蘇達州耶洛梅德辛縣、契皮瓦縣和倫維爾縣的城市。根據2010年美國人口普查，該地共人口2897人，而該地的面積約為9.89平方千米。同時該地也是耶洛梅德辛縣的縣治。

## 地理
格蘭拉特福爾斯的座標為44°48′38″N 95°32′36″W / 44.81056°N 95.54333°W，而該地的平均海拔高度為280米（即919英尺）。